# Museo Lower East Side Tenement
El Museo Lower East Side Tenement (en inglés: Lower East Side Tenement Museum) es un museo histórico ubicado en Nueva York, Nueva York. El Museo Lower East Side Tenement se encuentra inscrito como un Sitio Histórico Nacional en el Registro Nacional de Lugares Históricos desde el 19 de mayo de 1992.  

## Ubicación
El Museo Lower East Side Tenement se encuentra dentro del condado de Nueva York en las coordenadas 40°43′07″N 73°59′28″O / 40.718611, -73.991111.